# Copa Mundial Femenina de Fútbol de 1971
El Campeonato Mundial de Fútbol Femenil de 1971 fue la II edición del Campeonato Mundial de Fútbol Femenil y tuvo como sede a México. Se disputó del 15 de agosto al 5 de septiembre de 1971, teniendo un tremendo éxito en entradas; el torneo no es considerado como oficial, sin embargo citó un precedente para el desarrollo del futbol femenino.
Dinamarca, que había ganado el torneo anterior disputado en Italia, fue nuevamente campeón en esta segunda edición del torneo.

## Antecedentes
El torneo fue organizado por la Federación Internacional y Europea de Fútbol Femenino, quien en 1970 organizó una primera edición en Italia con ocho equipos participantes:Inglaterra, Alemania Occidental, Dinamarca, México, Italia, Austria y Suiza. 
Ante el éxito de la primera edición, la FIEFF invitó a las federaciones de 14 países a participar en una segunda edición. Sin embargo, la falta de reconocimiento de la FIFA ocasionó que muchas federaciones declinaran la invitación. No obstante, la Federación Internacional y Europea de Futbol Femenino consideró algunos partidos como clasificatorios.

## Desarrollo del torneo
Durante el verano de 1971, se jugó en México la segunda Copa Femenina de Fútbol que, aunque no es considerada oficial, marcó un precedente para el avance del fútbol femenil. 
La Copa se desarrolló en el Estadio Azteca de la Ciudad de México y en el Estadio Jalisco, de Guadalajara y asistieron seis selecciones: México, Argentina, Italia, Inglaterra, Dinamarca y Francia.  
El torneo consistió en 6 partidos de fase regular (las selecciones estaban divididas en dos grupos) y 4 partidos de la fase final. Dinamarca fue la selección ganadora tras vencer a México 3 por 0 en un partido al que se estima asistieron más de 110 mil personas en el Estadio Azteca. Por otro lado, el tercer puesto lo ganó Italia tras vencer a las argentinas 4 a 0 en el Estadio Jalisco. 

### Respuesta de la afición[8]
Al partido inaugural, realizado en el Estadio Azteca y en el cual el conjunto mexicano enfrentó a su similar de Argentina, se dieron cita 100 mil personas. Al siguiente encuentro de fase de grupos de la selección mexicana, contra Inglaterra, se estima la asistencia de 80 mil. Por su parte, la semifinal y la final sumaron un total de 200 mil asistentes con 90 mil y 110 mil respectivamente. 

### Polémicas
Una de las principales polémicas generadas durante la Copa Femenina de Fútbol 1971 fue la económica, ya que al no ser un evento oficial de la Federación Internacional de Fútbol Asociación (FIFA), las jugadoras no recibían ninguna remuneración económica; a pesar de lo anterior, las entradas a los recintos deportivos sí se cobraron con un costo de entre 30 y 80 pesos de la época.

## Selección ganadora
En 1971 Dinamarca fue la selección campeona del encuentro mundial de fútbol femenil. La final fue disputada en el Estadio Azteca, encuentro en el cual las danesas vencieron a la escuadra mexicana 3 a 0. En el partido destacó la participación de la jugadora Susanne Augustesen quién con tan solo 15 años de edad marcó los tres goles que dieron la victoria a las danesas.
Dinamarca perteneció al Grupo B junto con Italia y Francia. La semifinal fue disputada contra la selección de Argentina, partido en el que las danesas vencieron 5 a 0 a las argentinas. Además, un año previo al mundial de México, la escuadra danesa había sido campeona en el mundial no oficial de futbol femenil en Italia 1970.

## Organización

### Sedes
Las sedes de este torneo fueron:
| Guadalajara       | Ciudad de México Guadalajara | Ciudad de México   |
| ----------------- | ---------------------------- | ------------------ |
| Estadio Jalisco   | Ciudad de México Guadalajara | Estadio Azteca     |
| Capacidad: 56 713 | Ciudad de México Guadalajara | Capacidad: 110 000 |
|                   | Ciudad de México Guadalajara |                    |

### Xóchitl

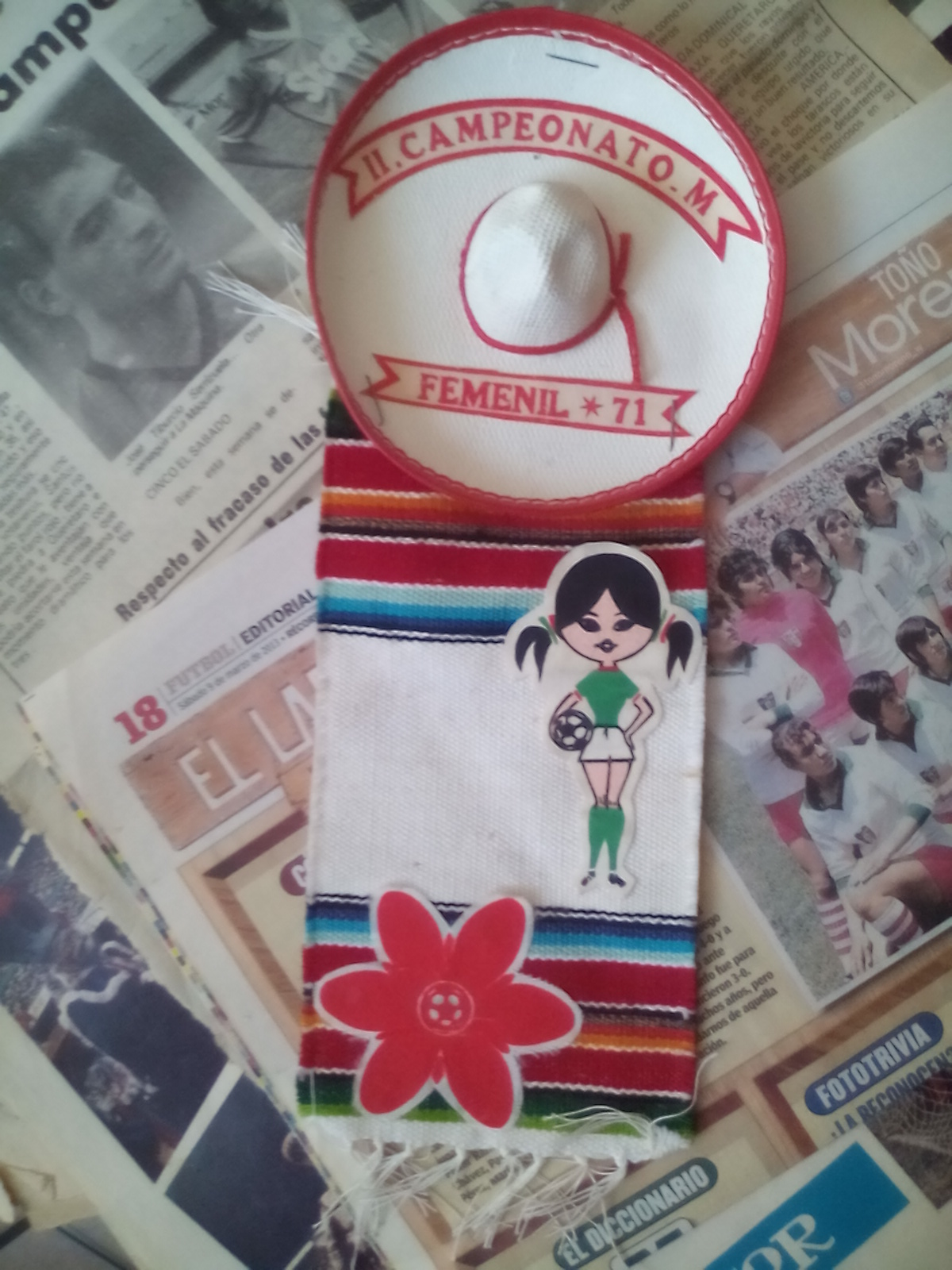
Xóchitl fue la mascota emblema del Mundial de México 1971

Xóchitl fue la mascota emblema del evento, una niña con coletas sosteniendo un balón. Xóchitl es un nombre de origen náhuatl cuyo significado es «flor» y que representa belleza, amor, paz y confraternización. Derivado del significado del nombre, se diseñó una flor con un balón en el centro, mismo que se utilizó para materiales como el programa del evento o los boletos para los juegos.
La imagen de Xóchitl le dio al torneo una identidad visual y fue utilizada en distintos productos como pines, playeras, banderines y otros productos. El uso de Xóchitl como mascota, fue parte del éxito comercial del evento ya que atrajo el interés de marcas como Carta Blanca, Nikolai Vodka, Dietafiel y Lagg’s, quienes se sumaron también como patrocinadores.

## Clasificación
Los seis países clasificados para el mundial fueron: México, Argentina, Italia, Inglaterra, Dinamarca y Francia.

### Europa

#### Grupo A
| Equipo     | PJ | PG | PE | PP | GF | GC |
| ---------- | -- | -- | -- | -- | -- | -- |
| Italia     | 2  | 2  | 0  | 0  | 13 | 0  |
| Inglaterra | 2  | 1  | 0  | 1  | 3  | 7  |
| Austria    | 2  | 0  | 0  | 2  | 0  | 9  |

| 2 de junio de 1971 | Italia | 7:0 | Inglaterra | Trapani, Italia, |  |

| 4 de junio de 1971 | Austria | 0:3 | Inglaterra | Siracusa, Austria, |  |

| 6 de junio de 1971 | Italia | 6:0 | Austria | Catania, Italia, |  |

- Originalmente, solo un equipo debía calificar de cada grupo, pero el Grupo D no produjo ningún clasificado y la plaza libre fue para Inglaterra.
- Aunque el torneo no fue oficial, la Federación Italiana de Futbol registra todos los partidos jugados por la selección femenil italiana como internacionales.[17]

#### Grupo B
| Equipo         | PJ | PG | PE | PP | GF | GC |
| -------------- | -- | -- | -- | -- | -- | -- |
| Francia        | 1  | 1  | 0  | 0  | 4  | 0  |
| Países Bajos   | 1  | 0  | 0  | 1  | 0  | 4  |
| Checoslovaquia |    |    |    |    |    |    |

| 17 de abril de 1971 | Francia | 4:0 | Países Bajos | Hazebrouck, Francia, |  |

- Checoslovaquia declinó su participación al no tener visa para viajar a Francia.[16]
- El partido de Francia contra Países Bajos en Hazebrouck, frente a 1,500 espectadores, fue reconocido por la Federación Francesa de Futbol como el primer partido oficial de la selección femenil de Francia.[18]
- Francia desconocía el carácter clasificatorio de este partido, por lo que al finalizar el encuentro se enteraron de su pase al torneo mundial.[19]
- Según se informa, las jugadoras francesas no fueron informadas de que se trataba de un partido de clasificación hasta después del pitido final. La asociación holandesa tenía la impresión de que este partido fue un amistoso vs Stade de Reims Femenino, y que los partidos de la clasificación se llevarían a cabo en mayo; más tarde se sorprendió al recibir una carta en la que se indicaba que el equipo neerlandés había sido eliminado. Una carta de protesta se envió pero no se recibió respuesta.

#### Grupo C
| Equipo    | PJ | PG | PE | PP | GF | GC |
| --------- | -- | -- | -- | -- | -- | -- |
| Dinamarca |    |    |    |    |    |    |
| Suecia    |    |    |    |    |    |    |
| Bélgica   |    |    |    |    |    |    |

- Suecia y Bélgica se retiraron.
- Dinamarca clasificó automáticamente.
- Un partido entre Dinamarca 5-0 Suecia a veces se incluye como clasificatorio, pero esto es incorrecta, ya que ese partido tuvo lugar en octubre de 1971, de carácter amistoso. De manera similar, otro partido entre Dinamarca 4-3 Suecia se jugó el 26 de junio de 1971 pero también fue un amistoso. A veces también se menciona un 4-0 a favor de Dinamarca. La clasificación de Dinamarca ya había sido confirmada por los organizadores varios días antes.

#### Grupo D
| Equipo              | PJ | PG | PE | PP | GF | GC |
| ------------------- | -- | -- | -- | -- | -- | -- |
| Alemania Occidental |    |    |    |    |    |    |
| España              |    |    |    |    |    |    |
| Suiza               |    |    |    |    |    |    |

- Alemania Occidental, España y Suiza se retiraron.

### América
- Los organizadores expresaron la esperanza de que Brasil pudiera participar, pero no era miembro de la federación.
- Al momento de la designación de los grupos clasificatorios, Argentina se encontró solo en el Grupo E, y se dijo que Argentina se clasificaría por defecto si ningún otro equipo latinoamericano se registraba. Brasil y Perú habían sido mencionados anteriormente como posibles participantes, pero no figuraron en el sorteo.
- A mediados de junio de 1971, el clasificatorio latinoamericano aún no estaba confirmado, y los informes sugerían que Argentina aún podría enfrentar a Chile y/o Costa Rica. Sin embargo, al final Argentina se clasificó por defecto sin jugar. En particular, los organizadores habían rechazado la entrada de Chile porque "no cumplía con los requisitos de la federación".
- Según algunas fuentes, Argentina se clasificó derrotando a Costa Rica.

### Resto del Mundo
- En ningún momento se mencionó a ninguna selección de África, Asia, el Caribe u Oceanía.

## Equipos participantes
- En cursiva los equipos debutantes.

| Argentina | México     |
| Italia    | Inglaterra |
| Dinamarca | Francia    |

## Fase de grupos

### Grupo 1
| Selección  | Pts. | PJ | PG | PE | PP | GF | GC | Dif. |
| ---------- | ---- | -- | -- | -- | -- | -- | -- | ---- |
| México     | 4    | 2  | 2  | 0  | 0  | 7  | 1  | 6    |
| Argentina  | 2    | 2  | 1  | 0  | 1  | 5  | 4  | 1    |
| Inglaterra | 0    | 2  | 0  | 0  | 2  | 1  | 8  | −7   |

| 15 de agosto de 1971 | México                         | 3:1     | Argentina   | Estadio Azteca, México                                          |                                                                 |
|                      | Rubio 21', 54' · Hernández 30' | Reporte | Cardoso 34' | Asistencia: 100,000 espectadores Árbitro(s): Cosentina (Italia) | Asistencia: 100,000 espectadores Árbitro(s): Cosentina (Italia) |

| 21 de agosto de 1971 | Argentina                      | 4:1     | Inglaterra | Estadio Azteca, México         |                                |
|                      | Selva 7', 31', 34' (pen.), 71' | Reporte | Burton 13' | Árbitro(s): Cosentina (Italia) | Árbitro(s): Cosentina (Italia) |

| 22 de agosto de 1971 | México                                       | 4:0 | Inglaterra | Estadio Azteca, México |  |
|                      | Aguilar 12', 43' · Huerta 23' · Zaragoza 49' |     |            |                        |  |

### Grupo 2
| Selección | Pts. | PJ | PG | PE | PP | GF | GC | Dif. |
| --------- | ---- | -- | -- | -- | -- | -- | -- | ---- |
| Dinamarca | 3    | 2  | 1  | 1  | 0  | 4  | 1  | 3    |
| Italia    | 3    | 2  | 1  | 1  | 0  | 2  | 1  | 1    |
| Francia   | 0    | 2  | 0  | 0  | 2  | 0  | 4  | −4   |

| 18 de agosto de 1971 | Dinamarca                           | 3:0     | Francia | Jalisco, Guadalajara                                         |                                                              |
|                      | Augustesen 7' · L. Nielsen 32', 67' | Reporte |         | Asistencia: 25,000 espectadores Árbitro(s): Salazar (México) | Asistencia: 25,000 espectadores Árbitro(s): Salazar (México) |

| 21 de agosto de 1971 | Francia | 0:1     | Italia      | Jalisco, Guadalajara           |                                |
|                      |         | Reporte | Schiavo 23' | Árbitro(s): Caves (Inglaterra) | Árbitro(s): Caves (Inglaterra) |

| FRANCIA                                            | ITALIA                           |
| -------------------------------------------------- | -------------------------------- |
| ' Butzig                                           | ' Sogliani                       |
| ' Serre                                            | ' Fabris                         |
| ' Thomas                                           | ' Stepar                         |
| ' Guyard                                           | ' Cardia                         |
| ' Mangas                                           | ' Pinardi                        |
| ' Goret                                            | ' Schiavo                        |
| ' Binard                                           | ' Giubertoni                     |
| ' Ratignier                                        | ' Conter                         |
| ' Henry                                            | ' Ciceri                         |
| ' Tschopp                                          | ' Avon                           |
| ' Die                                              | ' Vignotto                       |
| DT Geoffrey                                        | DT Cavicchi                      |
| Cambios Tschopp (Royer, 46') Goret (Pourveux, 64') | Cambios Giubertoni (Mamina, 68') |

| 22 de agosto de 1971 | Dinamarca     | 1:1     | Italia   | Jalisco, Guadalajara          |                               |
|                      | H. Hansen 10' | Reporte | Avon 43' | Árbitro(s): Minarich (Suecia) | Árbitro(s): Minarich (Suecia) |

## Fase de eliminatorias

### Cuadro de desarrollo
|  | Semifinales                       | Semifinales |                                  |   | Final | Final |
|  |                                   |             |                                  |   |       |       |
|  | 28 de agosto – Estadio Azteca     |             |                                  |   |       |       |
|  |                                   |             |                                  |   |       |       |
|  | Dinamarca                         | 5           |                                  |   |       |       |
|  | Dinamarca                         | 5           | 5 de septiembre – Estadio Azteca |   |       |       |
|  | Argentina                         | 0           |                                  |   |       |       |
|  | Argentina                         | 0           | Dinamarca                        | 3 |       |       |
|  | 29 de agosto – Estadio Azteca     |             | Dinamarca                        | 3 |       |       |
|  |                                   | México      | 0                                |   |       |       |
|  | México                            | México      | 0                                | 2 |       |       |
|  | México                            |             |                                  | 2 |       |       |
|  | Italia                            | 1           |                                  |   |       |       |
|  | Italia                            | 1           | Partido por el tercer puesto     |   |       |       |
|  |                                   |             |                                  |   |       |       |
|  | 4 de septiembre – Estadio Jalisco |             |                                  |   |       |       |
|  |                                   |             |                                  |   |       |       |
|  | Italia                            | 4           |                                  |   |       |       |
|  | Italia                            | 4           |                                  |   |       |       |
|  | Argentina                         | 0           |                                  |   |       |       |

### Semifinales
| 28 de agosto de 1971 | Dinamarca                                                  | 5:0     | Argentina | Estadio Azteca, México |  |
|                      | L. Nielsen 34', 50', 68' · H. Hansen 53' · Frederiksen 64' | Reporte |           |                        |  |

| 29 de agosto de 1971 | México                          | 2:1     | Italia    | Estadio Azteca, México                                      |                                                             |
|                      | Hernández 7' (pen.), 24' (pen.) | Reporte | Varone 6' | Asistencia: 90,000 espectadores Árbitro(s): Frère (Francia) | Asistencia: 90,000 espectadores Árbitro(s): Frère (Francia) |

### Quinto puesto
Se jugó un partido por el quinto puesto entre los dos equipos que no avanzaron a semifinales.
| 28 de agosto de 1971 | Inglaterra      | 2:3 | Francia                               | Jalisco, Guadalajara |  |
|                      | Barton 10', 16' |     | Binard 12' · J. Henry 22' · Royer 32' |                      |  |

### Tercer puesto
| 4 de septiembre de 1971 | Italia                              | 4:0     | Argentina | Jalisco, Guadalajara         |                              |
|                         | Vignotto 4', 32', 67' · Schiavo 63' | Reporte |           | Árbitro(s): Salazar (México) | Árbitro(s): Salazar (México) |

### Final
| 5 de septiembre de 1971 | Dinamarca                | 3:0     | México | Estadio Azteca, México                                         |                                                                |
|                         | Augustesen 26', 52', 62' | Reporte |        | Asistencia: 110,000 espectadores Árbitro(s): Minarich (Suecia) | Asistencia: 110,000 espectadores Árbitro(s): Minarich (Suecia) |

|                              |
| Bandera de Dinamarca         |
| Campeón Dinamarca 2.º título |

## Documentales
En el 2023, se estrenaron varios documentales sobre el torneo: 
En México, Tan cerca de las nubes, dirigido por Manuel Cañibe, sobre las futbolistas mexicanas que participaron en el torneo anterior en Italia, y en el torneo de 1971.
En Argentina, México 71, dirigido por Carolina Gil Solari y Carolina M. Fernández, sobre las experiencias del equipo argentino durante el torneo.
En el Reino Unido, Copa 71 (en inglés), dirigido por Rachel Ramsay y James Erskine.